# 三宅てる乃
三宅 てる乃（みやけ てるの、1944年3月26日 - ）は京都府京都市出身の実業家。一般社団法人京都和粋美会代表理事。京都きものファッション協会代表。
和装素材と着付の調和を研究し、体型補正との関連による着付技術を科学的に分析し、現代の日本女性に合わせた着物の着付を創案した。
TV・新聞・舞台等で女優やタレントの着付や構成を担当。外務省の要請により毎年海外で民族衣装である着物の伝統や文化の交流をはかり広く紹介に努める。
大学・業界・各界における講演や社員教育を務める。平成4年には外務大臣表彰を受ける。 

## 略歴
1971年：きもの着付学院「美装きものスクール」設立
1973年：全日本きもの振興会推薦第1号に認定
1974年：集英社「明星」で山口百恵、郷ひろみ他、タレントの着付、コーディネート、グラビアを担当
京都着物業界主催『染めと織りの祭典』で着物ショーを3年間担当
1977年：着付ソング「着物をハイきましょう」「ワルツで帯結び」をレコーディング
日本テレビ「きよしの出たとこ勝負」2年間レギュラー出演
1979年：パリ大丸5周年記念イベント・着物ショーをプロデュース
1982年：和装に関するプロの養成・指導を目的として、京都きものファッション協会を設立、同協会会長就任
集英社「明星ヘアカタログ」のヤングアイドルタレントの着物着付、コー ディネート、アドバイザーを担当。日本テレビ「2時のワイドショー」レギュラーコメンテーターで出演
1983年：和装補正下着「びゅうず」考案・発表（1988年実用新案認定）
1984年：フランス・ニース市において全日本きもの振興会の後援により着物と素材を紹介するショーを開催。
ニース市より名誉市民勲章を授与される１０月において報告 伝統工芸博でショーを行う。
1986年：外務省の要請にてエジプト・カイロ市にて「着物ショー」の企画・構成・演出を手がける。梅田コマ劇場「化粧」の着物構成担当
1987年：外務省の要請にてオーストラリア・シドニーにおいて「ロイヤルイースター」の着物ショーの企画・構成・演出を担当
1989年：三宅てる乃オリジナル着物「ゆかりこ」発表。ベルギーにおいてヨーロッパの文化芸術の祭典「ユーロパリア‘８９ JAPAN」にて着物部門の総合プロデュースを担当
1990年：天皇陛下のお茶会に赤坂御所へ ユーロパリアの名誉総裁である天皇陛下が成功をお喜びになり、茶会を催され、赤坂御所に招かれる
1991年：外務省の要請により日中文化交流のための着物ショーを中国・上海で開催
1992年：外務大臣表彰を授与される
厳選された素材を、絶妙のバランスで配合された高級自然派基礎化粧料マイテリーを開発・発表
1993年：外務省の要請により、日米文化交流のための着物ショーをアメリカ・アトランタ市にて開催
1994年：台湾との文化交流のための着物ショーを開催
着装に必要な和装小物が全て入った三宅てる乃オリジナル「宝石の筐」を考案・発表
1995年：外務省の要請により、大統領夫人出席のもと、フィリピンのマニラ・セブにて着物ショーを開催
京都の和装業界、企画等の構成団体主催によるファッションカンタータの着物ショーに参加協力  以降毎年参加協力
特殊な道具を使わず、わずか7分で帯と着物の着装が出来る画期的な「かんたん着付」を発案 全国にネットワークを普及させる
1996年：外務省の要請により、ノルウェーのオスロ市において北欧で初めて着物ショーを開催 フランスのカンヌ市でも着物ショーを開催
1997年：京都市との姉妹都市締結記念としてチェコ共和国のプラハ市にて着物ショーを開催フランスにおける日本でのイベントとしてオルリアンで着物ショーを行う
フランスのエビアン市において第１回日本文化交流フェスティバルで着物ショー
1998年：三宅てる乃オリジナル着物「ひときわ」を発表
1999年：修好百周年を記念してギリシアで着物ショーを開催
2000年：フランスのエビアン市とアヌシ－市にて、第5回日本文化交流フェスティバル等で着物ショー。
さらに、カナダのトロント市では、アクセス2000でのメインイベントとして、着物ショーを実施。
2002年：フランス、ノルマンディー地方のカン市にて行われた「カン国際博覧会」の特別企画『日本展』において、メインイベントとして、着物ショーを開催。
2004年：モナコ公国にて「新成人・淑女のきもの国際文化交流会」を実施。初めて海外で成人式を行う。また「きもの女王コンテスト」やアルベール王子をはじめ、多くの大臣臨席のもと、きものショーを開催。
2005年：ベルギー王国、トゥルネー市において行われた「国際テキスタイルアート・トリエンナーレ」のホスト国として選ばれた日本の、メインイベントとして展示と着物ショーをプロデュース
2006年：オリジナルブランド、基礎美容料「マイテリーヌ」発表
2007年：サンフランシスコ「さくらまつり」にきものショー・展示・パレードに参加
2009年：バルト三国、リトアニア国立ドラマシアターに於いて、チャリティーきものショー・パレード・国立小児癌センターへ慰問
2012年：イタリア・ベネチア市より要請、カーニバルにて「きものショー」サンマルコ広場にて公演。
2015年：ドイツ・ライプチヒ1000年紀を迎えて記念文化交流「ゲヴァントハウス」にてきものショー

## ディスコグラフィー
- 「着物をハイ着ましょう」JASRAC作品コード179-9243-5